# تاور بريب
تاور بريب (بالإنجليزية:  Tower Prep)‏ هو مسلسل تلفزيوني كندي / أمريكي عرض في كندا لأول مرة في 16 أكتوبر 2010 . الحلقة الأخيرة من الموسم الأول بثت في 28 ديسمبر 2010. في 23 مارس 2011 اعلنت شبكة كرتون نتورك (Cartoon Network) برامج جديدة لما تبقى من عام 2011 لكن تاور بريب لم يكن من ضمن سلسلة العودة. لم يتم تجديده لموسم ثان بسبب إلغاء المسلسل.تاور بريب هي مدرسة خاصة لذوي القدرات الخارقة. لا أحد من الطلاب يعرف من أين هم أو كيف وصلوا إلى هنا، وليس هناك طريقة للهروب. حيث كان ايان آرتشر في البيت يلعب لعبة الفيديو؛ في اليوم التالي، استيقظ ووجد نفسه في تاور بريب لكنه لم يتذكر كيف حصل ذلك. واثناء محاولاته الفاشلة للهروب يلتقي بـ (غايب، سوكي وسي جي) ليكونوا الطلبة الاربعة المتمردين الذين يسعون إلى كشف اسرار تاور بريب وسبل العودة إلى حياتهم الطبيعية.

## قصة المسلسل
مجموعة من الطلاب الذين يجدون أنفسهم فجأة قد انتقلوا إلى مدرسة غامضة، دون علمهم بطريقة وسبب انضمامهم إليها.
تضم المدرسة الطلاب الذين يتمتعون بقدرات ومواهب خاصة، ولأنهم لا يعلمون سبب وجودهم بها، يسعى الطالب المتمرد «أيان» وأصدقاؤه «سي. جيه»، «جابي»، و«سوكي»، إلى كشف أسرار تلك المدرسة، ويحاولون الهروب منها، والعودة من جديد إلى حياتهم الطبيعية.
يتمتع هؤلاء الأصدقاء بقدرات ومواهب فريدة؛ حيث يستطيع «أيان» توقع الأحداث قبل وقوعها، ويمكن لـ «جابي» إقناع الآخرين بما يريد منهم فعله، وتمتلك «سي. جيه» القدرة على قراءة تعبيرات الوجه، وفهم لغة الجسد، ومعرفة أفكار ومشاعر الآخرين، وتمتاز «سوكي» بقدرة هائلة على محاكاة وتقليد الأصوات والتصرفات.

## الشخصيات
- درو فان اكر بدور (ايان ارتشر ) يمتلك قدرة خاصة تُمكِّنه من توقُّع الأحداث قبل وقوعها بثانية ويجيد التعامل معها وهو متمرد ويجيد المهارات القتالية والعراك وهو يستخدم مهاراته للدفاع عن الطلاب الذين لا يستطيعون حماية أنفسهم من الطلاب الآخرين، قائد الطلبة المتمردين.
- ريان بينكستون بدور (غايب ) يمتلك قدرة خاصة على اقناع الناس بما يريد منهم فعله، ساخر وخيالي جدًّا بطبعه، ويمكنه التغلب على ما يعترضه من مشكلات، وهو من الطلبة المتمردين.
- إليس جاتشن بدور (كاندس «سي جي» ورد) تتمتع بالقدرة على قراءة تعبيرات الوجه ولغة الجسد، ومعرفة مشاعر وأفكار الآخرين. وهي الوحيدة التي تدعي انها لاتتذكر حياتها قبل دخولها لتاور بريب وهي الطالبة المثالية والأكثر شعبية في المدرسة وهي تخطط للهروب من المدرسة وهذا ماتريده من الجميع ان يعتقد به، سي جي تلعب بكلا الجانبين في نهاية المسلسل تبين انها ابنة مدير المدرسة الذي كشف اسمها الحقيقي كاندس وهو يجبرها ان تعطيه معلومات عن اصدقاءها وكشف خطة الهروب وفي الحلقة الاخيرة يكتشف ايان واصدقاءه انها ابنة المدير لكنها تساعدهم على الهرب من المدرسة وتهرب معهم
- ديانا ليو بدور (سوكي ساتو ) سوكي من طوكيو لها القدرة على تقليد أي شيء طالما انها قد سمعت الصوت مرة واحدة على الأقل، ويمكنها تلقيد خط كتابة اليد أو التوقيع 100% أيضا يمكنها تلقيد اصوات الحيوانات، يمتلك والدها ساتو (Sato Scientific) وهي شركة اليكترونيات وهي المزود الرئيسية للتكنلوجيا في المدرسة أي انها تملك كل شي بالمدرسة بما فيها الكاميرات الامنية والاتصالات وويسبر 119 وويسبر 120 (الكمبيوتر الخارق في المدرسة) وهو يتحكم بنظام المدرسة.اخوها الأكبر شينجي التي كانت تعتقد انه ميت. والدها ساتو ساهم بإنشاء المدرسة وفي الحلقة الاخيرة  ذهب للمدرسة لاخراجها منها لانه يعتقد انها لن تناسب هذه المدرسة اطلاقا. قبل ان يأتي ايان ويهزم حارسيه الشخصيين وياخذ سوكي ليكملوا طريق الهروب.

## روابط خارجية
- تاور بريب على موقع IMDb (الإنجليزية)
- تاور بريب على موقع ميتاكريتيك (الإنجليزية)
- تاور بريب على موقع روتن توميتوز (الإنجليزية)
- تاور بريب على موقع كينوبويسك (الروسية)
- تاور بريب على موقع ألو سيني (الفرنسية)
- تاور بريب على موقع قاعدة بيانات الفيلم (الإنجليزية)